# Cyathea decurrens
Cyathea decurrens är en ormbunkeart som först beskrevs av William Jackson Hooker, och fick sitt nu gällande namn av Edwin Bingham Copeland. Cyathea decurrens ingår i släktet Cyathea och familjen Cyatheaceae. Utöver nominatformen finns också underarten C. d. vaupelii.